# Adriana Moisés Pinto
Adriana Moisés Pinto, född den 6 december 1978 i Franca, Brasilien, är en brasiliansk basketspelare som var med och tog OS-brons 2000.